# 大果山香圆
大果山香圆（学名：Turpinia pomifera）为省沽油科山香圆属的植物。分布于印度、越南以及中国大陆的云南等地，生长于海拔350米至650米的地区，多生长在杂木林中、路旁和林边，目前尚未由人工引种栽培。

## 异名
- Turpinia pomifera (Roxb.) DC. var. minor C. C. Huang ex T. Z. Hsu